# ISO 3166-2:LC
کد ISO 3166-2:LC بخشی از استاندارد ایزو ۳۱۶۶ برای کشور سنت لوسیا است که توسط سازمان بین‌المللی استانداردسازی ISO تنظیم شده‌است این سازمان، کدهای استاندارد را برای تقسیمات کشوری (ایالتها یا استانهای) کشورهای فهرست شده در استاندارد ایزو ۳۱۶۶-۱ تعریف می‌کند.
هر کد شامل دو بخش می‌گردد که توسط علامت - جدا می‌گردند.
- بخش نخست LC که در ایزو ۳۱۶۶-۱ آلفا-۲ کد کشور سنت لوسیا است.
- بخش دوم شامل یک یا دو یا سه حرف است که بیان‌کننده استان یا ایالت کشور سنت لوسیا می‌باشد.

## کدها

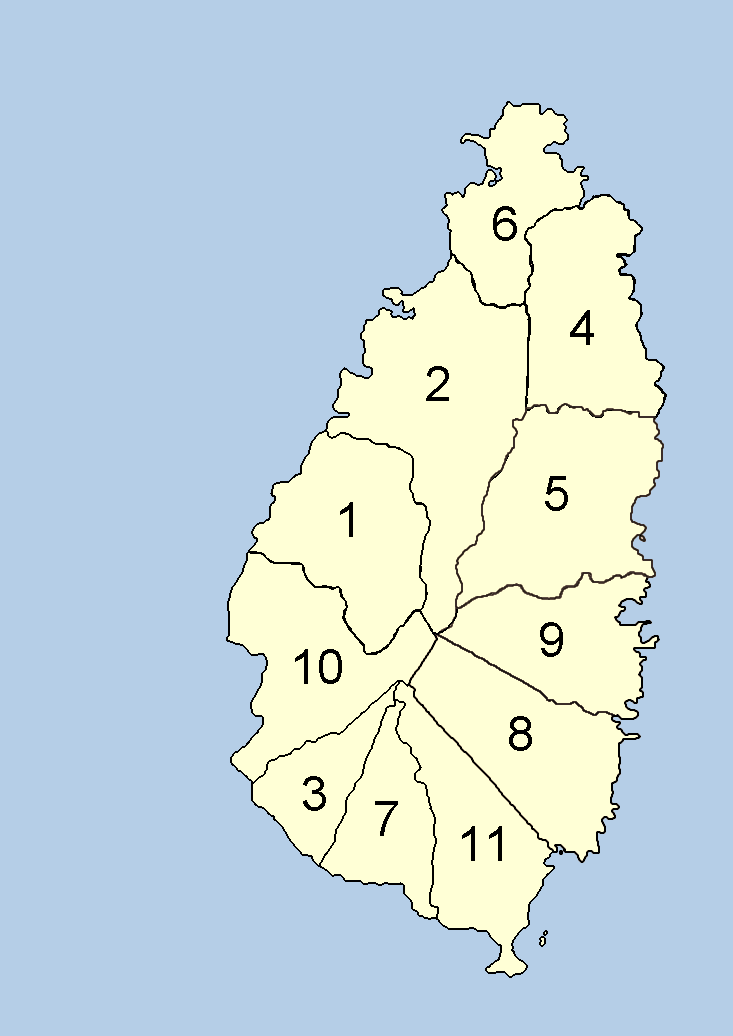
Mappa di Santa Lucia diviso in quartieri, ognuno etichettato col proprio کدها ISO 3166-2.

| کدها  | Nome تقسیمات کشوری               |
| ----- | -------------------------------- |
| LC-01 | بخش آنسه لا ریه                  |
| LC-02 | کاستریس                          |
| LC-03 | Choiseul                         |
| LC-04 | Dauphin, Alpes-de-Haute-Provence |
| LC-05 | بخش دنری                         |
| LC-06 | Gros Islet                       |
| LC-07 | Laborie                          |
| LC-08 | بخش میکود                        |
| LC-09 | Praslin, Aube                    |
| LC-10 | Soufrière                        |
| LC-11 | بخش ویو فورت                     |